# إنك لا تحب الحقيقة: أربعة أيام داخل غوانتانامو
إنك لا تحب الحقيقة: أربعة أيام داخل غوانتانامو هو فليم وثائقي حائز على جائزة عام 2010 للفيلم الوثائقي، يركز الفيلم على تسجيل الاستجوابات للطفل عمر خضر من قبل المخابرات الكندية، والتي جرت على مدى أربعة أيام من 13-16 فبراير 2003 بينما كان عمر خضر محتجزُا في معتقل غوانتانامو. ويعرض تصريحات محاميه.
عُرِضَ الفيلم لأول مرة في مهرجان دو نوفو سينما في مونتريال في أكتوبر 2010. كما تم عرضه على البرلمان الكندي في أكتوبر 2010. كما أنُتِجَت سلسلة قصيرة قصيرة على موقع يوتيوب مقتطعة من الوثائقي الطويل.

## الجوائز
- حاز الفيلم على جائزة لجنة التحكيم الخاصة في المهرجان الدولي للأفلام الوثائقية في أمستردام.[10]
- كما فاز بجائزة «أفضل فيلم وثائقي عن المجتمع» في «سباق الجائزة الكبرى» يوم 13 سبتمبر 2011.[11]
- وتم ترشيحه في فئة أفضل فيلم وثائقي عن عام 2010 في مهرجان جوائز جني ال31.[12]

## وصلات خارجية
- الموقع الرسمي
- الفيديو الكامل على تي في او اونتاريو
- إنك لا تحب الحقيقة: أربعة أيام داخل غوانتانامو على موقع IMDb (الإنجليزية)
- إنك لا تحب الحقيقة: أربعة أيام داخل غوانتانامو على موقع ميتاكريتيك (الإنجليزية)
- إنك لا تحب الحقيقة: أربعة أيام داخل غوانتانامو على موقع روتن توميتوز (الإنجليزية)
- إنك لا تحب الحقيقة: أربعة أيام داخل غوانتانامو على موقع Turner Classic Movies (الإنجليزية)
- إنك لا تحب الحقيقة: أربعة أيام داخل غوانتانامو على موقع أول موفي (الإنجليزية)
- إنك لا تحب الحقيقة: أربعة أيام داخل غوانتانامو على موقع فيلمافينيتي (الإسبانية)
- إنك لا تحب الحقيقة: أربعة أيام داخل غوانتانامو على موقع قاعدة بيانات الفيلم (الإنجليزية)
- إنك لا تحب الحقيقة: أربعة أيام داخل غوانتانامو على موقع ليتربوكسد (الإنجليزية)
- إنك لا تحب الحقيقة: أربعة أيام داخل غوانتانامو على موقع كينوبويسك (الروسية)